# ليور ريفايلوف
ليور ريفايلوف (بالعبرية: ליאור רפאלוב‏) (26 أبريل 1986 بأور عقيفا في إسرائيل - ) هو لاعب كرة قدم إسرائيلي في مركز الوسط. شارك مع منتخب إسرائيل تحت 17 سنة لكرة القدم ‏ ومنتخب إسرائيل تحت 18 سنة لكرة القدم ‏ ومنتخب إسرائيل تحت 19 سنة لكرة القدم ومنتخب إسرائيل تحت 21 سنة لكرة القدم ومنتخب إسرائيل لكرة القدم. أما مع النوادي، فقد لعب مع مكابي حيفا ونادي كلوب بروج.

## مسيرته الكروية
لعب ليور ريفايلوف خلال مسيرته الاحترافية مع 3 أندية في ستة عشر موسمًا وسجل خلالها 93 هدفًا ضمن 402 مباراة. حيث فاز في موسم واحد بالكأس وفي ستة مواسم بالدوري.
خاض ليور ريفايلوف مسيرته مع نادي مكابي حيفا في موسم 2004–05 ليلعب معه سبعة مواسم، مشاركًا في 167 مباراة سجل خلالها 32 هدفًا. ثم انتقل إلى نادي كلوب بروج في موسم 2011–12 ليلعب معه سبعة مواسم، حيث شارك في 177 مباراة سجل خلالها 40 هدف. لينتقل بعدها إلى نادي رويال أنتويرب في موسم 2018–19 ولمدة موسمين، مشاركًا في 58 مباراة سجل خلالها 21 هدفًا.

## وصلات خارجية
- ليور ريفايلوف على موقع الاتحاد الأوربي (الإنجليزية)
- ليور ريفايلوف على موقع قاعدة بيانات كرة القدم.إي يو (الإنجليزية)
- ليور ريفايلوف على موقع ليكيب (الفرنسية)
- ليور ريفايلوف على موقع ناشيونال فوتبول تيمز (الإنجليزية)
- ليور ريفايلوف على موقع Soccerbase.com (لاعب) (الإنجليزية)
- ليور ريفايلوف على موقع Soccerway.com (الإنجليزية)
- ليور ريفايلوف على موقع عالم كرة القدم.نت (الإنجليزية)
- ليور ريفايلوف على موقع AS.com (الإسبانية)